# Pluto (banda canadense)
Pluto foi uma banda canadense de rock alternativo de Vancouver, Canadá. A banda era constituída pelo vocalista e guitarrista Ian Jones, pelo guitarrista Rolf Hetherington, pelo baixista John Ounpuu e pelo baterista Justin Leigh.

## História
A banda Pluto foi formada em 1993 em Vancouver e esteve ativa até 1999.
Após ter lançado alguns singles independentemente, a banda lançou seu primeiro álbum, o Cool Way to Feel, em 1995 pela Mint Records. No ano seguinte, lançaram um EP de quatro músicas. Após isso, assinaram com a Virgin Records, com a qual lançaram dois álbuns.
Seu single Paste apareceu na primeira coletânea musical do Big Shiny Tunes. Uma performance ao vivo de sua música Failure, gravada no programa Night Lines da rádio CBC Radio 2 em 1994, também foi lançada em 2006 a coletânea Mint Records Presents the CBC Radio 3 Sessions.
A banda se reuniu brevemente no concerto do vigésimo aniversário da Mint Records, no Waldorf Hotel em 25 de novembro de 2011.

## Discografia

### Álbuns
- Cool Way to Feel (1995)
- Pluto (1996)
- Shake Hands with the Future (1998)

### EP's
- Cut and Paste (1996)

### Singles
| Ano                | Música           | Álbum                       |      |       |       |
| ------------------ | ---------------- | --------------------------- | ---- | ----- | ----- |
| Ano                | Música           | Álbum                       | 1996 | Paste | Pluto |
| 1998               |                  |                             | 1996 |       | Pluto |
| When She Was Happy | The Goodbye Girl | Shake Hands with the Future |      |       |       |